# Valar i svenska vatten

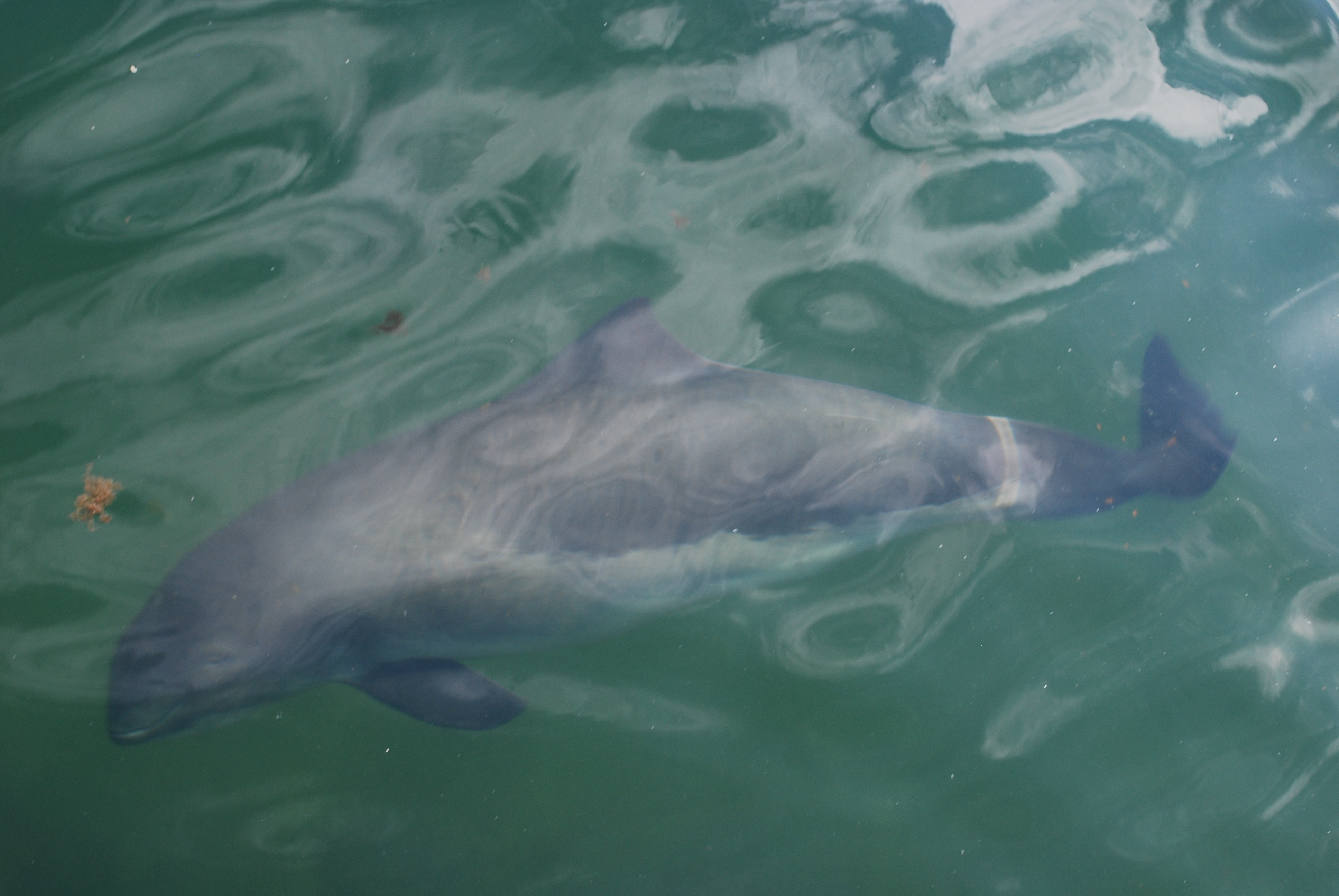
Vanlig tumlare är den enda val som regelbundet förekommer i svenska vatten.

Det förekommer valar i svenska vatten. Den enda regelbundet förekommande arten är vanlig tumlare medan andra valar uppträder tillfälligt utmed Västkusten eller i Östersjön. Totalt har det observerats 26 arter av val i svenska vatten.

## Arter

### Tumlare
Vanliga tumlare är cirka 1,5 meter lång och förekommer främst på västkusten, men även i mindre utsträckning i Östersjön, främst i de södra delarna. Man uppskattar att det finns omkring 5000 reproduktiva individer, vilket totalt innebär cirka 23 000 tumlare, i danska och svenska Skagerrak och Kattegatt medan Östersjöpopulationen bara uppskattas till cirka 98 reproduktiva individer.

### Delfiner och mindre tandvalar
De vanligast förekommande delfinerna i svenska vatten är vitnosdelfin, späckhuggare, öresvin, vitsiding och springare som alla är talrika i Nordsjön och Norska havet. De två allra vanligaste är vitnosdelfin och vitsiding. Andra mindre tandvalar som uppträder mer sporadiskt är strimmig delfin, långfenad grindval, Rissos delfin och vitval. Späckhuggare observeras nästan årligen på Västkusten, oftast i juni då den följer makrill in mot kusten. Sällsynt uppträder späckhuggare även in mot Östersjön.

### Bardvalar
Den vanligast bardvalen i svenska vatten är vikvalen som också är den talrikaste bardvalen globalt. Den observeras var eller vartannat år utmed Västkusten och har även uppträtt i Östersjön. Större bardvalar som förekommer regelbundet men mer sällan är sillval och knölval, där knölvalen även observeras i Östersjöregionen.

### Näbbvalar
Näbbvalar är sällsynta i svenska vatten, men i augusti 2004 observerades en nordlig näbbval vid Västkusten och totalt har sex arter av näbbval observerats.

## Observerade arter i svenska vatten
Tandvalar
- Vitnosdelfin
- Öresvin
- Vitsiding
- Vanlig delfin
- Strimmig delfin[5]
- Sadeldelfin[6]
- Näbbdelfin[7]
- Rissos delfin
- Späckhuggare
- Grindval[8]
- Vitval
- Tumlare
- Kaskelot[9]
- Halvspäckhuggare[10]
- Småhuvudval[11]
- Narval[12]
- Nordkapare[13]
- Nordlig näbbval
- Grays näbbval[14]
- Blainvilles näbbval[15]
- Trues näbbval[16]
- Sowerbys näbbval[17]
- Gervais näbbval[18]

Bardvalar
- Vikval[19]
- Sillval[20]
- Knölval

## Lista över specifika observationer (i årtalsföljd)
- Nära Marstrand fångades i februari 1646 en val som mätte "88 fot lång och 14 stockholmska alnar bred".[21]
- Den Malmska valen är en ung blåvalshanne som strandade i Askimsviken, vid Näset sydväst om Göteborg den 29 oktober 1865. Valen var över 16,41 meter lång och vägde 25 ton.[22]
- Den 24 november 1903 strandade den största val som någonsin tillvaratagits vid Sveriges kust. Det var intill Morups Tånge i Halland. Det rörde sig då om en sillvalshona (bardval) med 23 meters längd.[källa behövs]
- Den tredje största tillvaratagna valen i svenska vatten var en kaskelot, som söndagen den 11 december 1988 flöt iland vid Träslövsläge i Halland. Det rörde sig om en hanne, och med sin kroppslängd på 15 meter uppskattades valen ha en vikt kring 25 ton samt en ålder av 25–30 år.[23]